# Estados fronterizos (guerra civil estadounidense)

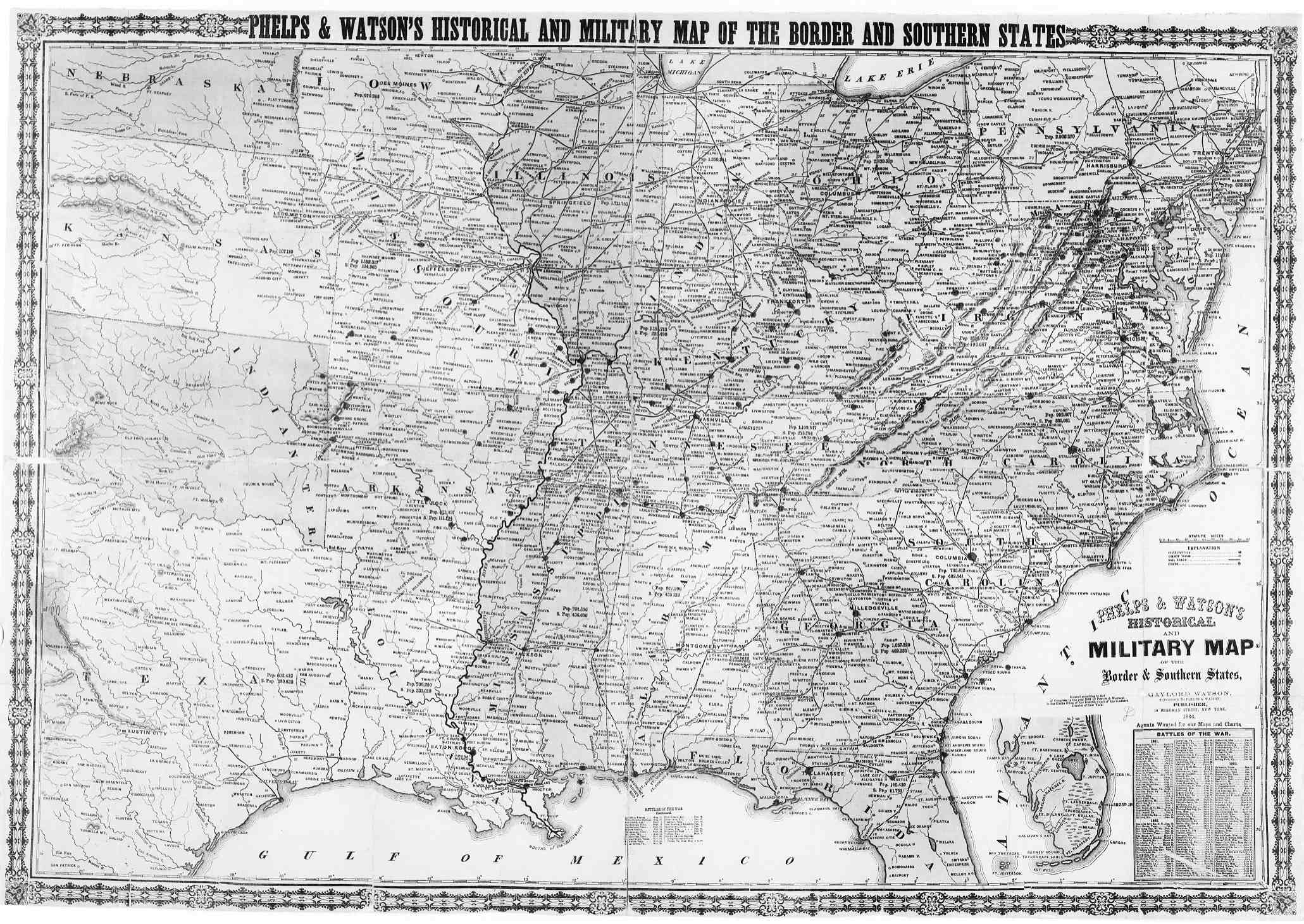
Mapa histórico militar de la frontera y los estados del sur. Phelps y Watson, 1866

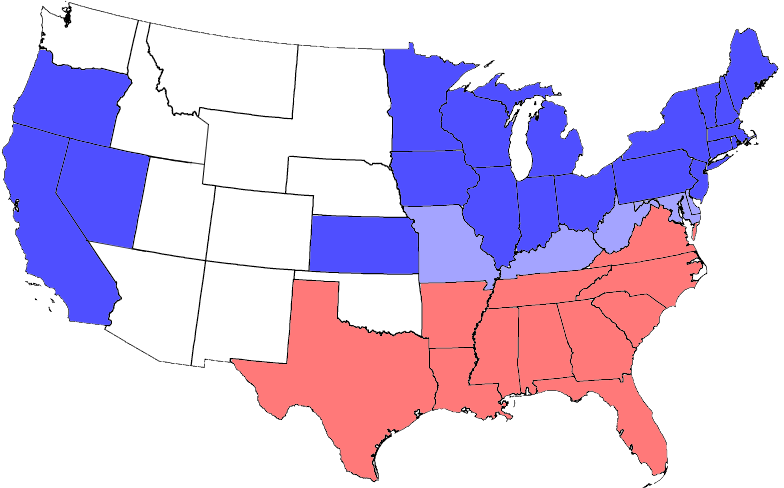
Mapa de la división de los estados durante la Guerra Civil. El azul representa los estados de la Unión, incluidos los que ingresaron durante la guerra; los azul claro representan los estados de la frontera; el rojo representa los estados confederados. Las zonas no sombreadas no eran estados antes o durante la guerra civil.

En el contexto de la guerra civil estadounidense, los estados fronterizos eran los estados esclavistas que no se separaron de la Unión. Cuatro estados esclavistas nunca declararon la secesión: Delaware, Kentucky, Maryland y Misuri. Otros cuatro no declararon la secesión hasta después de la Batalla de Fort Sumter: Arkansas, Carolina del Norte, Tennessee y Virginia (después de lo cual, se les llamó con menos frecuencia "estados fronterizos"). También se incluye como un estado fronterizo durante la guerra Virginia Occidental, que se separó de Virginia y se convirtió en un nuevo estado de la Unión en 1863.
En los estados fronterizos existía una preocupación generalizada con la coerción militar de la Confederación. Muchos, si no la mayoría, se opusieron a ella. Cuando Abraham Lincoln llamó a las tropas para marchar hacia el sur para recuperar Fort Sumter y otras pertenencias nacionales, los unionistas meridionales quedaron consternados. Secesionistas en Arkansas, Carolina del Norte, Tennessee y Virginia consiguieron que esos estados se separasen de los EE. UU. y se unieran a los Estados Confederados de América.
En Virginia, Kentucky y Misuri, estaban tanto a favor de la Confederación como a favor de la Unión. Virginia Occidental se formó en 1862-63 después de que los unionistas de los condados del noroeste de Virginia, entonces ocupados por el Ejército de la Unión habían establecido un gobierno leal ("restaurado") del estado de Virginia. Lincoln reconoció este gobierno y les permitió dividir el estado. Aunque todos los estados, excepto el esclavista Carolina del Sur, contribuyeron con batallones blancos a la Unión y a los ejércitos confederados (unionistas de Carolina del Sur combatieron en unidades de otros estados de la Unión), la ruptura fue más severa en estos estados fronterizos. A veces los hombres de una misma familia lucharon en lados opuestos. Cerca de 170.000 hombres de los estados fronterizos (incluidos los afroamericanos) lucharon en el ejército de la Unión y unos 86.000 en el ejército confederado.
Además del combate formal entre ejércitos regulares, los estados fronterizos vivieron la guerra de guerrillas a gran escala y numerosas incursiones violentas, peleas y asesinatos. La violencia fue especialmente grave en el este de Kentucky y el oeste de Misuri. El episodio más sangriento fue el de la Masacre de Lawrence de 1863 en Kansas, en la que murieron al menos 150 hombres civiles y niños. Se puso en marcha una incursión de venganza en Misuri por los hombres de la Unión de Kansas.
Con conexiones geográficas, sociales, políticas y económicas tanto para el Norte como en el Sur, los estados fronterizos eran críticos para el resultado de la guerra. Todavía se consideran para delimitar la frontera cultural que separa el Norte del Sur. La reconstrucción, como se indicara por el Congreso, no se aplicaba a los estados fronterizos, ya que nunca se separaron de la Unión. Pasaron por su propio proceso de ajuste y realineación política después de la aprobación de las enmiendas de abolición de la esclavitud y la concesión de la ciudadanía y del derecho de voto a los libertos. A partir de 1880 la mayoría de estas jurisdicciones estaban dominados por los demócratas blancos, que aprobaron leyes para imponer el sistema Jim Crow de segregación legal y ciudadanía de segunda clase para los negros, aunque se permitió a los libertos y otros negros a seguir votando.
La Proclamación de Emancipación de Lincoln de 1863 no se aplicaba a los estados fronterizos. De los estados que fueron exentos de la Proclamación, Maryland (1864), Misuri (1865), Tennessee (1865), y Virginia Occidental (1865) abolieron la esclavitud antes de que terminara la guerra. Sin embargo, Delaware y Kentucky no abolieron la esclavitud hasta diciembre de 1865, cuando la Decimotercera Enmienda fue ratificada.

## Antecedentes
En los estados fronterizos, la esclavitud ya estaba en vías de desaparición en las zonas urbanas y las regiones sin algodón, especialmente en las ciudades que fueron de rápida industrialización, como Baltimore, Louisville, y San Luis. En 1860, más de la mitad de los afroamericanos en Delaware eran libres, al igual que una alta proporción en Maryland.
Algunos propietarios de esclavos obtuvieron una ganancia por la venta de excedentes de esclavos a los comerciantes para el transporte a los mercados del profundo sur, donde la demanda seguía siendo elevada para los trabajadores del campo en las plantaciones de algodón. En contraste con la unanimidad de los siete estados algodoneros en la parte baja del sur, que eran los que concentraban el mayor número de esclavos, los estados escalvistas fronterizos estaban amargamente divididos sobre la secesión y no estaban dispuestos a abandonar la Unión. Los unionistas fronterizos confíaban en que se llegase a un compromiso, y suponían que Lincoln no enviaría tropas a atacar el sur. Los secesionistas fronterizos prestaron menos atención a la cuestión de la esclavitud en 1861, ya que las economías de sus estados se basaban más en el comercio con el Norte que en el algodón. Su preocupación principal en 1861 era la coacción federal; algunos residentes vieron el llamado de Lincoln a las armas como un repudio de las tradiciones estadounidenses de los estados derechos, la democracia, la libertad y una forma republicana de gobierno. Los secesionistas insistían en que Washington había usurpado poderes ilegítimos en desafío a la Constitución, y por lo tanto había perdido su legitimidad. Después que Lincoln hiciera un llamado a las tropas, Virginia, Tennessee, Arkansas y Carolina del Norte rápidamente se separaron y se unieron a la Confederación. Un movimiento de secesión comenzó en el oeste de Virginia, donde la mayoría de los agricultores eran labradores y no dueños de esclavos, a separarse y permanecer en la Unión. Maryland, Kentucky y Misuri, que tenía muchas áreas con lazos culturales y económicos mucho más fuerte con el Sur que con en el Norte, estaban profundamente divididos; Kentucky intentó mantener la neutralidad. Las fuerzas militares de la Unión se utilizaron para garantizar que estos estados se mantuvieran en la Unión. Los condados del oeste de Virginia rechazaron la secesión, establecieron un gobierno leal de Virginia (con representación en el Congreso de EE. UU.), y crearon el nuevo estado de Virginia Occidental (aunque incluía muchos condados que habían votado a favor de la secesión).

## Los cinco estados fronterizos
Cada uno de estos cinco estados compartían una frontera con los estados libres y fueron alineados con la Unión. Todos menos Delaware también compartían fronteras con los estados que se unieron a la Confederación.

### Delaware
En 1860 Delaware fue integrada en la economía del Norte, y la esclavitud era rara, excepto en los distritos del sur del estado; menos del 2 por ciento de la población estaba esclavizada. Ambas cámaras de la Asamblea General del estado rechazaron abrumadoramente la secesión; la Cámara de Representantes fue unánime. Había cierta empatía para con la Confederación por parte de algunos líderes del estado, pero estaba atenuada por la distancia; Delaware estaba rodeada por territorio de la Unión. El historiador John Munroe llegó a la conclusión de que el ciudadano medio de Delaware se oponía a la secesión y que era "fuertemente unionista", pero esperaba de una solución pacífica, incluso si eso significaba la independencia de la Confederación.

### Maryland
Las tropas de la Unión tenían que atravesar Maryland para llegar a la capital nacional en Washington D. C.  Si Maryland se hubiese unido a la Confederación, Washington habría estado rodeada. Hubo un apoyo popular a la Confederación en Baltimore, Maryland meridional, y la costa este, las dos últimas áreas con numerosos propietarios de esclavos y los esclavos. Baltimore estaba fuertemente ligada al comercio de algodón y los negocios relacionados del Sur. La Legislatura de Maryland rechazó la secesión en la primavera de 1861, aunque se negó a abrir de nuevo las conexiones ferroviarias con el Norte. Se solicitó que las tropas de la Unión fuesen retiradas de Maryland. La Asamblea del estado no quería separarse, pero tampoco quería ayudar a matar a los vecinos del sur con el fin de obligarlos a volver a la Unión. El deseo de Maryland de neutralidad en la Unión era un obstáculo importante dado el deseo de Lincoln de obligar al Sur a entrar en la Unión militarmente. 
Para proteger el capital nacional, Lincoln suspendió el habeas corpus y encarceló sin cargos o juicios a un miembro del Congreso de EE. UU., así como al alcalde, al jefe de la policía, y a todo el Consejo de Policía, y al ayuntamiento de Baltimore. Roger Taney, actuando solo como un juez de circuito, dictaminó el 4 de junio de 1861, en Ex parte Merryman que la suspensión de habeas corpus de Lincoln era inconstitucional, pero el presidente ignoró la decisión con el fin de satisfacer una emergencia nacional. El 17 de septiembre de 1861, el día en se convocó la asamblea, las tropas federales detuvieron sin cargos a 27 abogados del estado (un tercio de la Asamblea General de Maryland). Fueron retenidos temporalmente en el Fuerte McHenry, y más tarde liberados cuando Maryland era asegura para la Unión. Debido a que una gran parte de la legislatura estaba ahora presa, la sesión fue cancelada y los representantes no tuvieron en cuenta las medidas adicionales contra la guerra. La canción "Maryland, My Maryland" fue escrita para atacar la acción de Lincoln en el bloqueo de los elementos de los pro-Confederados. Maryland aportó tropas tanto para los ejércitos de la Unión (60.000) como de los confederados (25,000).
Maryland adoptó una nueva constitución en 1864 que prohibía la esclavitud, emancipando de este modo a todos los esclavos que quedaban en el estado. 

### Kentucky
Kentucky fue estratégica para la victoria de la Unión en la Guerra Civil. Lincoln dijo una vez:
"Creo que perder Kentucky es casi lo mismo que perder todo el juego. Perdida Kentucky, no podemos mantener Misuri, ni Maryland. Todos ellos contra nosotros, y el trabajo en nuestras manos es demasiado grande para nosotros. Deberíamos dar el consentimiento para la separación inmediatamente, incluyendo la entrega de esta Capital [Washington, que estaba rodeada por los estados esclavistas: Virginia confederada y Maryland controlada por la Unión]".
Lincoln al parecer, también declaró: "Espero tener a Dios de mi lado, pero debo tener Kentucky."
El gobernador de Kentucky Beriah Magoffin propuso que los estados esclavistas como Kentucky debían ajustarse a la Constitución de los Estados Unidos, y permanecer en la Unión. Cuando Lincoln pidió 1.000.000 de hombres para servir en el ejército de la Unión, sin embargo, Magoffin, simpatizante del Sur, respondió que Kentucky "no proporcionaría ninguna tropa con el malvado fin de someter a sus hermanos estados del sur."
La asamblea de Kentucky no votó ningún proyecto de ley a la secesión, pero aprobó dos resoluciones de neutralidad, emitiendo una proclama de neutralidad el 20 de mayo de 1861, pidiendo a ambos lados que se mantuviesen al margen. En las elecciones del 20 de junio y del 5 de agosto de 1861, los unionistas ganaron suficientes escaños adicionales en la asamblea como para superar cualquier veto del gobernador. Después de las elecciones, los partidarios más fuertes de la neutralidad fueron los simpatizantes del Sur. Aunque ambas partes ya habían ido reclutando abiertamente tropas del estado, después de las elecciones el ejército de la Unión estableció campamentos de reclutamiento dentro de Kentucky. La neutralidad se rompió cuando el general confederado Leonidas Polk ocupó Columbus, Kentucky, en el verano de 1861. En respuesta, la asamblea de Kentucky aprobó una resolución el 7 de septiembre pidiendo al gobernador que exigiera la evacuación de las fuerzas de la Confederación del suelo Kentucky. Magoffin vetó el anuncio, pero la legislatura anuló su veto, y Magoffin emitió la proclama. La asamblea decidió respaldar al general Ulysses S. Grant y sus tropas de la Unión estacionado en Paducah, Kentucky, con el argumento de que la Confederación anuló la promesa original entrando ellos primero en Kentucky. La Asamblea General no tardó en ordenar que se izara la bandera de la Unión sobre capilotolio del Estado de Kentucky en Frankfort, declarando su lealtad a la Unión.
Los simpatizantes del sur estaban indignados por las decisiones de la asamblea, diciendo que las tropas de Polk en Kentucky solo estaban de camino para contrarrestar las fuerzas de Grant. Resoluciones legislativas posteriores aprobadas por unionistas –tales como invitar al General Robert Anderson de la Unión para reclutar voluntarios para expulsar a las fuerzas Confederadas, pidiendo al gobernador que convocara a la milicia, y nombrara al General Thomas L. Crittenden de la Unión al mando de las fuerzas de Kentucky- indignaron los sureños. (Magoffin vetaba las resoluciones, pero eran anuladas cada vez.) En 1862, la asamblea aprobó una ley para privar de derechos a los ciudadanos que se alistaran en el Ejército de los Estados Confederados. Por lo tanto el estado de neutralidad de Kentucky se convirtió en respaldo a la Unión. La mayoría de los que originalmente buscaban la neutralidad se dirigieron a la causa de la Unión. 
Durante la guerra, una facción conocida como la Convención de Russellville formó el gobierno confederado de Kentucky, que fue reconocida por los Estados Confederados de América como un estado miembro. Kentucky estaba representada por la estrella central en la bandera confederada.
Cuando el general confederado Albert Sidney Johnston ocupó Bowling Green, Kentucky, en el verano de 1861, los pro-confederados en Kentucky occidental y central se mudaron para establecer un gobierno del estado confederado en esa zona. La Convención de Russellville se reunió en el condado de Logan el 18 de noviembre de 1861. Ciento dieciséis delegados de sesenta y ocho condados elegidos para deponer al gobierno actual, y crear un gobierno provisional leal al nuevo gobernador oficial confederado George W. Johnson de Kentucky. El 10 de diciembre de 1861, Kentucky se convirtió en el 13.º estado admitido a la Confederación. Kentucky, junto con Misuri, fue un estado con representantes de ambos Congresos, y con regimientos en la Unión y en los ejércitos confederados. 
Magoffin, que todavía era gobernador oficial en Frankfort, no reconocería a los confederados de Kentucky, ni sus intentos de establecer un gobierno en su estado. Continuó a declarar el estado oficial de Kentucky en la guerra como estado neutral aunque la asamblea respaldara la Unión. Hartos de las divisiones del partido dentro de la población y en la asamblea, Magoffin anunció una sesión especial de la asamblea, y renunció a su cargo en 1862.  Bowling Green fue ocupada por los confederados hasta febrero de 1862, cuando el general Grant se movió de Misuri, a través de Kentucky, a lo largo de la línea de Tennessee. El gobernador confederado Johnson escapó de Bowling Green con los registros estatales de la Confederación, se dirigió al sur, y se unió a las fuerzas confederadas en Tennessee. Después de Johnson muriese luchando en la batalla de Shiloh, Richard Hawes fue nombrado gobernador confederado de Kentucky. Poco después, el Congreso de los Estados Confederados provisional se suspendió el 17 de febrero de 1862, en vísperas de la inauguración de un congreso permanente. Sin embargo, como la ocupación de la unión de ahora en adelante dominó el estado, el gobierno confederado de Kentucky, a partir de 1863, existió solo en el papel. Su representación en el Congreso Confederado permanente fue mínima. Se disolvió cuando terminó la Guerra Civil en la primavera de 1865.

### Misuri
Después que comenzara la secesión de los estados del sur, el recién elegido gobernador de Misuri fue llamado a la asamblea para que autorizara una convención constitucional estatal sobre la secesión. Una elección especial aprobó de la convención y los delegados a la misma. Esta Convención constitucional de Misuri votó a favor de permanecer dentro de la Unión, pero rechazó la coacción de los estados del sur de los Estados Unidos. 
El gobernador simpatizante de los sudistas, Claiborne F. Jackson estaba decepcionado con el resultado. Llamó a la milicia del estado a sus distritos para la formación anual. Jackson tenía los planes del Arsenal de San Luis, y había mantenido correspondencia secreta con el presidente confederado Jefferson Davis para obtener la artillería de la milicia en San Luis. Informado de todo ello, el capitán de la Unión Nathaniel Lyon llegó primero, rodeando el campamento, y obligando a la milicia del estado de rendirse. Mientras sus tropas llevaban a los prisioneros al arsenal, estalló un mortal disturbio (el Caso del Campamento Jackson).
Estos hechos dieron lugar a un mayor apoyo confederado dentro del estado entre algunas facciones. La asamblea ya de por sí pro-sudista pasó factura militar del gobernador creando la Guardia Estatal de Misuri. El gobernador Jackson designó a Sterling Price, que había sido presidente de la convención, como el general de esta milicia reformada. Price y el comandante de distrito de la Unión Harney, llegaron a un acuerdo conocido como la Tregua Price-Harney, que calmó las tensiones en el estado durante varias semanas. Después que Harney fue depuesto, y Lyon puesto al cargo, se realizó una reunión en San Luis en la 'Casa de plantadores’ entre Lyon, su aliado político Francis P. Blair, Jr., Price, y Jackson. Las negociaciones no llegaron a ninguna parte. Después de varias horas infructuosas, Lyon declaró, "¡esto significa guerra!" Price y Jackson salieron rápidamente de la capital. 
Jackson, Price, y las facciones pro confederadas de la asamblea del estado se vieron obligados a huir de la capital del estado Jefferson City el 14 de junio de 1861, en un contexto de rápido avance de Lyon contra el gobierno del estado. En ausencia de la mayor parte del gobierno del estado ahora en el exilio, la Convención Constituyente de Misuri se convocó para finales de julio. El 30 de julio, la convención declaró las oficinas del estado vacante, y nombró un nuevo gobierno provisional con Hamilton Gamble como gobernador. La administración del presidente Lincoln reconoció inmediatamente la legitimidad del gobierno de Gamble, que proporcionaban tanto fuerzas de la milicia pro-Unión para el servicio dentro del estado, como regimientos de voluntarios para el ejército de la Unión.
La lucha siguió entre las fuerzas de la Unión y un ejército combinado de guardia del estado de Misuri del general Price y tropas confederadas de Arkansas y Texas, bajo el general Ben McCulloch. Después de obtener la victoria en la Batalla de Wilson’s Creek y el sitio de Lexington, Misuri, las fuerzas secesionistas se retiraron al suroeste de Misuri, ya que estaban bajo la presión de los refuerzos de la Unión. El 30 de octubre de 1861, en la ciudad de Neosho, Jackson llamó a las partes de apoyo de la asamblea del estado exiliado a la sesión, donde se promulgó una ordenanza de secesión. Fue reconocida por el Congreso de la Confederación, y Misuri fue admitida en la Confederación el 28 de noviembre. El gobierno del estado exiliado se vio obligado a retirarse a Arkansas. Para el resto de la guerra, consistió en varios vagones de políticos civiles correspondientes a los distintos ejércitos de la Confederación. En 1865, se desvaneció.

#### Guerra de guerrillas
Las tropas de la Confederación regulares realizaron varios allanamientos a gran escala en Misuri, pero la mayoría de los combates en el estado durante los siguientes tres años consistieron en guerra de guerrillas. Los guerrilleros eran partidarios principalmente del Sur, entre ellos William Quantrill, Frank y Jesse James, la banda de los hermanos pequeños, y William T. Anderson, y muchas disputas personales se resolvían con la violencia. Pequeñas unidades tácticas se usaron por primera vez por los “Rangers Partisan Missouri” en las zonas ocupadas de la Confederación durante la Guerra Civil.
Los hermanos James eran forajidos que después de la guerra se les veía como una continuación de la guerra de guerrillas. Stiles (2002) sostiene que Jesse James era un terrorista intensamente político de posguerra neoconfederado, en lugar de un bandido social o un simple ladrón de bancos con un temperamento de fácil gatillo.
La respuesta de la Unión fue suprimir la guerrilla. Consiguió que en el oeste de Misuri, el general de brigada Thomas Ewing emitiese la Orden General N.º 11 el 25 de agosto de 1863 en respuesta a la incursión de Quantrill en Lawrence, Kansas. La orden obligaba a la evacuación total de cuatro condados que caían dentro de la zona de la actual Kansas City, Misuri. Estos habían sido centros de apoyo local a la guerrilla. Lincoln aprobó el plan de Ewing de antemano. Alrededor de 20.000 civiles (principalmente mujeres, niños y ancianos) tuvieron que salir de sus casas. Muchos nunca regresaron, y los condados fueron devastados económicamente durante años.
Según Glatthaar (2001), las fuerzas de la Unión establecieron "zonas libre de fuego”. Unidades de caballería de la Unión identificarían y localizarían a los restos dispersos de confederados, que no tenían lugares para esconderse y sin bases secretas de suministro. Para obtener reclutas, y amenazar a San Luis, el general confederado Sterling Price asaltó Misuri con 12.000 hombres en septiembre/octubre de 1864. Price coordinó sus movimientos con la guerrilla, pero casi fue atrapado, escapando a Arkansas con solo la mitad de su fuerza después de una victoria decisiva de la Unión en la batalla de Westport. La batalla, que tuvo lugar en lo que es hoy en el barrio de Westport Kansas City, se identifica como el "Gettysburg del Oeste"; marcó el fin definitivo de las incursiones confederadas organizadas dentro de las fronteras de Misuri. Los republicanos hicieron importantes avances en las elecciones en el otoño de 1864 sobre la base de victorias de la Unión y la ineptitud de la Confederación. Los asaltos de Quantrill, después que asaltaran Kansas en con la masacre de Lawrence el 21 de agosto de 1863, matando a 150 civiles, estalló la confusión. Quantrill y un puñado de seguidores escaparon a Kentucky, donde fue emboscado y asesinado.

### Virginia Occidental
Las serias divisiones entre las zonas occidental y oriental de Virginia se habían cocido a fuego lento durante décadas, en relación con la clase y las diferencias sociales. Las áreas occidentales estaban creciendo y se basaron en las granjas de subsistencia de agricultores; sus residentes eran propietarios de algunos esclavos. Los propietarios de las plantaciones de la zona oriental eran ricos dueños de esclavos que dominaban el gobierno estatal. En diciembre de 1860 la secesión se estaba debatiendo públicamente a través de Virginia. Los portavoces principales de la zona oriental llamaban a la secesión, mientras que los occidentales advertían que no serían llevados a la traición.  Una convención estatal se reunió por primera vez el 13 de febrero; después del ataque Fort Sumter y la llamada de Lincoln a las armas, se votó a favor de la secesión el 17 de abril de 1861. La decisión dependía de la ratificación por referéndum en todo el estado. Los líderes occidentales celebraban reuniones de masas y se preparaban para la secesión, por lo que esta zona se mantendría en la Unión. Los unionistas se reunieron en la Convención de Wheeling con cuatrocientos delegados de veinte y siete condados. El voto a nivel estatal a favor de la secesión fue de 132.201 a 37.451. Un voto estimado sobre la ordenanza de la secesión de los 50 condados que se convirtió en Virginia Occidental fue de 34.677 a 19.121 en contra de la secesión, con 24 de los 50 condados que estaban a favor de la secesión y 26 a favor de la Unión.
La Segunda Convención de Wheeling abrió el 11 de junio con más de 100 delegados de 32 condados occidentales que representaban casi un tercio de la población total de los votos de Virginia. Se anunció que las oficinas estatales estaban vacantes y se eligió a Francis H. Pierpont como gobernador de Virginia (no Virginia Occidental) el 20 de junio. Pierpont encabezó el gobierno restaurado de Virginia, que concedió el permiso para la formación de un nuevo estado el 20 de agosto de 1861. La nueva constitución del estado de Virginia Occidental fue aprobada por los condados unionistas en la primavera de 1862, y ésta fue aprobada por el gobierno restaurado de Virginia en mayo de 1862. El proyecto de ley para la condición de Estado de Virginia Occidental fue aprobado por el Congreso de los Estados Unidos en diciembre y firmado por el presidente Lincoln el 31 de diciembre de 1862. 
La decisión final sobre Virginia Occidental se tomó por los ejércitos en el campo. Los confederados fueron derrotados, la Unión fue triunfal, así nació Virginia Occidental. A finales de la primavera de 1861 las tropas de la Unión de Ohio se movieron hacia el oeste de Virginia con el objetivo estratégico principal de proteger el ferrocarril de Baltimore y Ohio. El general George B. McClellan destruyó las defensas confederadas en el oeste de Virginia. Las redadas y el reclutamiento por parte de la Confederación se llevaron a cabo durante toda la guerra. Las estimaciones actuales de soldados de Virginia Occidental son de 20.000-22.000 hombres cada uno de la Unión y de la Confederación.
Las únicas condiciones para la creación del estado llevó al gobierno federal a veces a considerar a Virginia Occidental diferente de los otros estados fronterizos en la posguerra y durante la reconstrucción. Los términos de la capitulación concedida al ejército confederado en Appomattox se aplicaban solo a los soldados de los 11 estados de la Confederación y a Virginia Occidental. Los soldados confederados que regresaban de los otros estados fronterizos necesitaban obtener un permiso especial del Departamento de Guerra. Del mismo modo, la ]]Comisión de Reclamaciones Meridional]] fue diseñada originalmente para aplicarse solamente a los 11 estados de la Confederación y Virginia Occidental, aunque las reclamaciones de los otros estados a veces fueron satisfechas.

## Otras zonas fronterizas

### Tennessee
A pesar de que Tennessee se había separado oficialmente, el este de Tennessee era pro-Unión y la mayoría había votado en contra de la secesión. Sus intentos de secesión de Tennessee fueron suprimidos por la Confederación. Jefferson Davis arrestó a más de 3.000 hombres sospechosos de ser leales a la Unión y los retuvo sin juicio. Tennessee quedó bajo control de las fuerzas de la Unión en 1862 y estuvo ocupada hasta el final de la guerra. Por esta razón, se omitió de la Proclamación de Emancipación. Después de la guerra, Tennessee fue el primer estado confederado en tener a sus miembros elegidos readmitidos en el Congreso de Estados Unidos.

### Territorio Indio
En el Territorio indio (Oklahoma actual), la mayoría de las tribus indias poseían esclavos negros, y se pusieron de parte de la Confederación. Se les había prometido un estado indio si ganaban la guerra. Sin embargo, algunas tribus y bandas se pusieron del lado de la Unión. Una sangrienta guerra civil resultó en el territorio, creando graves dificultades a todos los residentes.

### Kansas
Después de años de guerra civil en pequeña escala, Kansas fue admitida en la Unión como estado libre bajo la "Constitución de Wyandotte" el 29 de enero de 1861. La mayoría de las personas dieron un fuerte apoyo a la causa de la Unión. Sin embargo, la guerra de guerrillas y las incursiones de las fuerzas pro-esclavitud, sobre todo en Misuri, se produjeron durante la guerra civil. Aunque solo una batalla de las fuerzas oficiales se produjo en Kansas, hubo 29 incursiones confederadas en el estado durante la guerra y numerosas muertes causadas por la guerrilla. Lawrence fue atacada el 21 de agosto de 1863 por guerrilleros dirigidos por William Clarke Quantrill. Estaba tomando represalias por los ataques "contra los asentamientos Jayhawkers" pro-confederados en Misuri. Sus fuerzas dejaron a más de 150 muertos en Lawrence.